# 让·埃费尔
让·埃费尔（法語：Jean Effel，1908年2月12日—1982年10月10日），原名弗朗索瓦·列日（Francois Lejbune），20世纪法国漫画家，幽默画大师。

## 生平
出生于法国巴黎。虽然无党派，但他政治倾向偏左，是1938年慕尼黑協定的强烈反对者。曾任法捷友好协会主席。他的重要作品包括1935年反法西斯漫画集，以及1945年的长篇漫画集《创世纪》，后者已经在欧洲印刷了200万册。
1978年3月10日获得捷克斯洛伐克社会主义共和国颁发的“友谊勋章”，是该勋章设立以来的第2位得主。

## 作品
- 让·埃费尔（绘）. . 江苏美术出版社. 1994年.